# Popelářka
Popelářka je usedlost v Praze 7-Troji na rohu ulic Trojská a Pod Lisem. Je chráněna jako kulturní památka České republiky.

## Historie
Původně zde bývaly vinice již za vlády Karla IV. První doložený vlastník pozemků je Jakub Popelář, který držel vinici v 16. století, první viniční lis je doložen v 17. století. Malý panský dům stál na Popelářce (podle tereziánského katastru) roku 1755, kdy jeho majitelkou byla Marie Klára Hummová ze Starého Města. Dům byl celoročně obývaný správcem vinice. Viniční usedlost pak vznikla zřejmě v místech lisu na počátku 18. století. Při prodeji Popelářky manželům Jirečkovým roku 1816 se uvádí: "nářadí, lis s lisovnou, sudy, stavení, 2 krávy, 1 koza a 1 svině se dvěma mladými."
Roku 1825 se stala majitelkou usedlosti Anna Kubová. Z tohoto převodu se dochoval podrobný popis usedlosti: „Obytná a hospodářská budova leží na pravém břehu Vltavy mezi Trojou a Libní, je obrácena k jihu a poskytuje příjemný výhled. ... Tato obytná a hospodářská budova starého stavu je 11 sáhů a 4 stopy dlouhá, 6 sáhů široká a vysoká i se základy 3 sáhy 3 stopy, vystavěná z kamene zčásti na vápno a jíl, krytá šindelem.“
Usedlost měla v přízemí předsíň, 3 světnice, v patře na pravé straně 4 pokoje a kuchyň, na levé straně 3 pokoje a záchod. Dál zde byl teletník, konírna pro 2 koně a kravín pro 4 krávy. Je zde uveden lis se sklepem a sýpkou, studna na vinici a pumpa na dvoře. Z inventáře lze uvést 1 pluh, 2 vozy, 6 krav, 4 jalovice a 2 koně.
Z pozemků jsou uvedeny 3 menší zahradní pozemky se záhony chřestu a sad s meruňkami, rynglemi, višněmi, ořešáky a třešněmi. Na vinici se pěstovala burgundská réva.
Roku 1860 majitelka Kubová prodala usedlost knížeti Windischgrätzovi, který byl vlastníkem trojského statku. Jeho syn pak prodal Popelářku Vlastenecké hospodářské společnosti.

### Pomologický ústav
Pomologický ústav původně sídlil na Vinohradech na Kozačce, odkud jej Vlastenecká hospodářská společnost přestěhovala na Popelářku. Později byla při ústavu založena vinařská a ovocnářská škola. Zásluhy o její zřízení měl ředitel ústavu Karel Němec, syn spisovatelky Boženy Němcové. Na založení školy přispěl také kníže Windischgrätz, a to nejen finančně, ale i nižší prodejní cenou. V 60. letech 19. století zde byly zřízeny učebny, ložnice posluchačů a byty učitelů a zahradníka, přestavěna byla klasicistní severní budova. Po zrušení Vlastenecké hospodářské společnosti se roku 1874 stal vlastníkem Popelářky zemský výbor v Čechách.
Spoluzakladatelem ústavu byl Jan Baptista Lambl, majitel nedaleké usedlosti U lisu, a jeho bratr Karel Milan

### Po roce 1918
Na Popelářce existovala pomologická zahrada až do 30. let 20. století. Později v prostorách ústavu sídlil závod leteckých přístrojů a od června 1947 pak Elektrotechnický zkušební ústav.